# Suzi Khairy

Suzi Khairy auf dem Al-Schabaka-Magazin, Ausgabe 577, 1967.

Suzi Khairy (anhörenⓘ arabisch سوزي خيري, DMG Sūzī Ḫairī, geb. am 25. November 1945 in Alexandria) ist eine ägyptische Schauspielerin und Bauchtänzerin.

## Leben und Karriere
Khairy wurde in einer muslimischen Familie geboren. Ihre Mutter arbeitete als Journalistin. und auch die Tochter begann ein Studium der Literatur an der Universität mit Fachrichtung Journalismus. Später kam sie jedoch zum Bauchtanz und schließlich auch zur Filmindustrie, wo sie in den 1950er bis 1970er Jahren aktiv war. Ihre Auftritte führten sie auch ins Ausland, darunter etwa 1964 nach Großbritannien, in die Bundesrepublik Deutschland, Italien, Griechenland und Libanon.
Khairy war bekannt dafür während des Fastenmonats Ramadan sich auch des Tanzes zu enthalten und sich dem Gebet und dem Lesen des Korans zu widmen; eine Position, die in der religiös-konservativen Gesellschaft Ägyptens als Doppelmoral angesehen wurde, da Khairy mit ihrem Bauchtanz grundlegend gegen die religiös-traditionellen Kleidervorschriften verstieß (Hidschab). Ähnlich erging es 2021 der brasilianischen Bauchtänzerin Lurdiana Tejas, als diese ebenfalls ankündigte im Ramadan keine Tanzvideos hochzuladen.
Khairy heiratete den Schauspieler Mutaz Abaza und zog sich nach der Geburt ihrer Kinder aus dem Showgeschäft zurück.

## Filmographie (Auswahl)
- 1959: Hassan wa Marika
- 1961: El safira Aziza
- 1962: Kadi el gharam
- 1964: El hakiba el saouda
- 1969: Youm Wahed Assal